# 稲村佐近四郎
稲村 佐近四郎（いなむら さこんしろう、1917年1月20日 - 1990年7月29日）は、日本の政治家。元自由民主党衆議院議員（8期）。

## 来歴・人物
石川県羽咋市大町出身。安田商工専門学校卒業。建設会社社長を経て、1963年の第30回衆議院議員総選挙に旧石川2区から立候補し初当選。連続当選8回（当選同期に小渕恵三・橋本龍太郎・小宮山重四郎・田中六助・伊東正義・渡辺美智雄・佐藤孝行・藤尾正行・中川一郎・鯨岡兵輔・西岡武夫・奥野誠亮・三原朝雄など）。自民党内では中間派の大野伴睦→村上勇→水田三喜男派に所属したが消滅後は中曽根康弘派に合流。1977年福田改造内閣の総理府総務長官兼沖縄開発庁長官として初入閣。1983年第2次中曽根内閣で国土庁長官兼北海道開発庁長官として再度入閣を果たす。
自民党きっての繊維族議員の大物としても知られていたが、1986年日本撚糸工業組合連合会から500万円を受け取ったとして収賄罪で在宅起訴され（撚糸工連事件）、政界引退に追い込まれた。1989年東京地裁で懲役2年6ヶ月（執行猶予3年）、追徴金500万円の有罪判決を言い渡され控訴せず確定。
1990年7月29日、脳梗塞のため死去した。73歳没。
子の稲村建男は石川県議会議員で1990年の第39回衆議院議員総選挙で石川2区より立候補したが落選した。その後も石川県議を務めていたが11期目の2025年3月、在職中に心不全で死去した。

## 選挙歴
| 当落 | 選挙                   | 執行日         | 年齢 | 選挙区    | 政党       | 得票数    | 得票率 | 定数 | 得票順位 /候補者数 | 政党内比例順位 /政党当選者数 |
| ---- | ---------------------- | -------------- | ---- | --------- | ---------- | --------- | ------ | ---- | ------------------ | ---------------------------- |
| 当   | 第30回衆議院議員総選挙 | 1963年11月21日 | 46   | 旧石川2区 | 無所属     | 3万4874票 | 17.60% | 3    | 3/7                | /                            |
| 当   | 第31回衆議院議員総選挙 | 1967年01月29日 | 50   | 旧石川2区 | 自由民主党 | 4万653票  | 22.45% | 3    | 3/6                | /                            |
| 当   | 第32回衆議院議員総選挙 | 1969年12月27日 | 52   | 旧石川2区 | 自由民主党 | 3万5946票 | 18.88% | 3    | 3/7                | /                            |
| 当   | 第33回衆議院議員総選挙 | 1972年12月10日 | 55   | 旧石川2区 | 自由民主党 | 4万9696票 | 23.36% | 3    | 2/5                | /                            |
| 当   | 第34回衆議院議員総選挙 | 1976年12月05日 | 59   | 旧石川2区 | 自由民主党 | 4万8550票 | 21.87% | 3    | 3/6                | /                            |
| 当   | 第35回衆議院議員総選挙 | 1979年10月07日 | 62   | 旧石川2区 | 自由民主党 | 5万3986票 | 25.60% | 3    | 3/5                | /                            |
| 当   | 第36回衆議院議員総選挙 | 1980年06月22日 | 63   | 旧石川2区 | 自由民主党 | 5万7684票 | 26.35% | 3    | 2/7                | /                            |
| 当   | 第37回衆議院議員総選挙 | 1983年12月18日 | 66   | 旧石川2区 | 自由民主党 | 5万1627票 | 25.21% | 3    | 3/6                | /                            |